# Idioma iola
El iola és una llengua extinta de la família germànica occidental parlada antigament a Irlanda, concretament al comtat de Wexford, i l'origen del qual està en l'evolució independent de l'anglés antic que dugueren a la part oriental de l'illa les hosts dels normands Richard de Clare, 2n comte de Pembroke, sobrenomenat Strongbow, i Robert FitzStephen, sobre el 1169.
Aquest dialecte de l'anglés antic, que abans de la seua extinció rebia el nom de iola (que significa 'antic'), evolucionà separadament de l'anglés britànic. Més enllà de l'assimilació de nombrosos vocables irlandesos, i potser per l'aïllament geogràfic i el caràcter predominantment rural de les comunitats que el parlaven, el iola canvià molt poc amb el pas dels segles. A la primeria del s. XIX era ja un idioma diferent a l'anglès estàndard.
El iola continuà parlant-se a la comarca de Forth, al sud del comtat de Wexford, fins a mitjan s. XIX, quan començà a ser desplaçat per la variant irlandesa de l'anglés com a conseqüència dels mateixos processos socials, polítics i econòmics que pressionaren l'irlandès. A la fi de segle, eren molt escassos els rastres existents del seu patrimoni lingüístic.

## Distribució geogràfica
Es va parlar principalment a les baronies de Forth i Bargy, dues de les deu baronies del comtat de Wexford, al sud-est d'Irlanda.

## Classificació
El iola descendeix de l'anglés antic i l'anglés mitjà, i estava estretament relacionat amb els dialectes del sud-oest d'Anglaterra (comtats de Devon i Somerset), així com amb la parla de la zona tradicionalment anglòfona del sud del comtat de Pembroke, a Gal·les.
Els assentaments urbans de Wexford i Dublín els fundaren els vikings. És possible que l'anglés parlat en ambdues ciutats es veiera influït pel seu nòrdic antic, tot i que no hi ha proves que recolzen aquesta teoria.
Són també escasses les proves que evidencien un vincle amb el neerlandès. Aquesta hipòtesi recolzava sobretot en les semblances fonètiques entre el iola i el flamenc occidental, però estudis posteriors han demostrat que és un clar descendent de l'anglés mitjà.
La també extinta llengua del nord del comtat de Dublín, el fingalià, té orígens semblants i es creu que eren molt similars.

## Fonètica
Igual que ocorre en el neerlandès i en les variants sud-occidentals de l'anglés, la major part de les fricatives mudes del iola es convertiren en fricatives sonores. Les vocals de l'anglés mitjà es conserven, sense que apareguen mostres de la gran modificació vocàlica de l'anglés modern.
Una peculiaritat del iola és el trasllat de l'accent prosòdic a la segona síl·laba de la paraula en molts casos, convertint-se en aguts vocables que són plans en anglés modern: morsaale "morsel", hatcheat "hatchet", dineare "dinner", readeare "reader", weddeen "wedding", etc. (O'Rahilly 1932).

## Gramàtica

### Verbs
Les formes verbals del iola tenen trets de tipus arcaïtzant. La segona i tercera persona del plural mantenen la desinència -eth, com en l'anglés de temps de Geoffrey Chaucer. El participi de passat reté la i de l'anglés mitjà com ee.

## Lèxic
El vocabulari compilat per Jacob Poole ens aporta la major part del lèxic conegut de iola. Poole era agricultor i quàquer, oriünd de Grotown, de la parròquia de Taghmon, al límit entre les baronies de Bargy i Shelmaliers. Replegà paraules i frases que usaven les seues treballadores i jornalers entre 1800 i 1827, any de la seua mort.
Malgrat que la major part del seu lèxic és d'origen anglosaxó, el iola té molts préstecs de l'irlandés i el francés.
| Iola              | Anglés |
| ----------------- | ------ |
| a, ee (art. def.) | the    |
| dhing             | thing  |
| fho               | who    |
| ee-go             | gone   |
| egast             | fear   |
| yola, yole        | old    |

## L'anglés actual al sud del comtat de Wexford
Diarmaid O Muirithe viatjà al sud del comtat de Wexford al 1978 per tal d'estudiar l'anglés parlat en aquesta àrea (O Muirithe, 1997). Els seus informants tenien entre 40 i 90 anys. Entre molts altres, aquests són alguns vocables que eren encara d'ús corrent en aquests anys:
- Amain: "Going on amain" = dur-se bé
- Bolsker: una persona poc amigable
- Chy: una mica
- Drazed: gastat, tronat
- Fash: "in a fash", confús
- Keek: espiar (en neerlandés: kijken)
- Saak: prendre el sol, escalfar-se davant d'un foc

## Exemples

### Una cançó en iola
Fade teil thee zo lournagh, co Joane, zo knaggee?Th' weithest all curcagh, wafur, an cornee.
Lidge w'ouse an a milagh, tis gaay an louthee:
Huck nigher; i'art scuddeen; fartoo zo hachee?
Well, gosp, c'hull be zeid; mot thee fartoo, an fade;
Ha deight ouse var gabble, tell ee zin go t'glade.
Ch'am a stouk, an a donel; wou'll leigh out ee dey.
Th' valler w'speen here, th' lass ee chourch-hey.
Yerstey w'had a baree, gist ing oor hoane,
Aar gentrize ware bibbern, aamzil cou no stoane.
Yith Muzleare had ba hole, t'was pixi Tommeen,
At by mizluck was ee-pit t'drive in.
Joud an moud vrem earchee ete was ee Lough.
Zitch vaperreen, an shimmereen, fan ee-daf ee aar scoth!
Zitch blakeen, an blayeen, fan ee ball was ee-drowe!
Chote well aar aim was t'yie ouz n'eer a blowe.
Mot w'all aar boust, hi soon was ee-teight
At aar errone was var ameing 'ar 'ngish ee-height.
Zitch vezzeen, tarvizzeen, 'tell than w'ne'er zey.
Nore zichel ne'er well, nowe, nore ne'er mey.
(En té nou versos més).
Traducció aproximada en anglés actual
An Old Song
What ails you sota melancholy, quoth John, sota cross?
You seem all snappish, uneasy, and fretful.
Lie with us on the clover, 'tis fair and sheltered:
Come nearer; you're rubbing your back; why sota ill tempered?
Well, gossip, it shall be told; you ask me what ails me, and for what;
You have put us in talk, till the sun goes to set.
I am a fool and a dunce; we'll aneu-li out the day.
The more we spend here, the less in the churchyard.
Yesterday we had a goal just in our hand.
Their gentry were quaking, themselves could not stand.
If Good-for-little had been buried, it had been my Tommy,
Who by misluck was plaeu to drive in.
Throngs and crowds from each quarter were at the Lough;
Such vapouring and glittering when stript in their shirts!
Such bawling and shouting, when the ball was thrown!
I saw their intent was to give us ne'er a stroke.
But with all their bravado they were soon taught
That their errand was aiming to bring anguish upon them
Such driving, and struggling, 'till then we ne'er saw
Nor such never will, no, nor never maig

### Nombres cardinals en iola
| 1    | 2    | 3     | 4     | 5     | 6     | 7      | 8     | 9     | 10   |
| ---- | ---- | ----- | ----- | ----- | ----- | ------ | ----- | ----- | ---- |
| oane | twye | dhree | vowér | veeve | zeese | zebbem | ayght | neene | dhen |

### Un parlament adreçat al Lord tinent el 1836
Parlament de benvinguda en el dialecte de Forth and Bargy, adreçat al Comte de Musgrave, Lord tinent d'Irlanda en visitar Wexford el 1836, reproduït del periòdic Wexford Independent del 15 de febrer de 1860. L'editor del diari, Edmund Hore, escrigué:
| « | El fet més remarcable, realment, en relació amb el parlament, és aquest. És ben probable que fos la primera vegada que orelles reials, o quasi-reials, hagueren d'escoltar paraules d'un dialecte com aquest; i encara és més probable que un succés com aquest no passarà mai més; perquè si l'ús d'aquesta antiga llengua s'extingeix tant ràpid els propers vint-i-cinc anys com ja ho ha fet en el mateix període que ja s'ha escolat, estarà completament extinta i oblidada abans que aquest segle no s'acabi. De cara a que una persona que no conegui la pronunciació del dialecte se'n pugui formar una idea aproximada, cal en primer lloc que parli a poc a poc, i recordar que la lletra "a" té sempre el mateix so que en la paraula [anglesa] "father". La doble "ee" sona com la "e" de "me" [anglès], i a la majoria dels mots de dues síl·labes l'accent recau en la darrera. Seguir la pronunciació anglesa despulla totalment el dialecte de les seves peculiaritats. | » |

To's Excellencie Constantine Harrie Phipps, y' Earle Mulgrave, Lord Lieutenant-General and General Governor of Ireland. Ye soumissive Spakeen o'ouz Dwelleres o' Baronie Forthe, Weisforthe.
MAI'T BE PLEASANT TO TH' ECCELLENCIE, – Wee, Vassalès o' 'His Most Gracious Majesty', Wilyame ee Vourthe, an, az wee verilie chote, na coshe an loyale dwellerès na Baronie Forthe, crave na dicke luckie acte t'uck neicher th' Eccellencie, an na plaine garbe o' oure yola talke, wi vengem o' core t’gie oure zense o' y gradès whilke be ee-dighte wi yer name; and whilke we canna zei, albeit o' 'Governere,' 'Statesman,' an alike. Yn ercha an aul o' while yt beeth wi gleezom o' core th' oure eyen dwytheth apan ye Vigere o'dicke Zouvereine, Wilyame ee Vourthe, unnere fose fatherlie zwae oure daiez be ee-spant, az avare ye trad dicke londe yer name waz ee-kent var ee vriene o' livertie, an He fo brake ye neckarès o' zlaves. Mang ourzels – var wee dwytheth an Irelonde az ure generale haime – y'ast, bie ractzom o'honde, ee-delt t’ouz ye laas ee-mate var ercha vassale, ne'er dwythen na dicke waie nar dicka. Wee dwyth ye ane fose dais be gien var ee gudevare o'ye londe ye zwae, – t'avance pace an livertie, an, wi'oute vlynch, ee garde o' generale reights an poplare vartue. Ye pace – yea, we mai zei, ye vaste pace whilke bee ee-stent owr ye londe zince th'ast ee-cam, proo'th, y'at wee alane needeth ye giftes o’generale rights, az be displayte bie ee factes o'thie goveremente. Ye state na dicke daie o'ye londe, na whilke be nar fash nar moile, albiet 'constitutional agitation,' ye wake o'hopes ee-blighte, stampe na yer zwae be rare an lightzom. Yer name var zetch avancet avare ye, e’en a dicke var hye, arent whilke ye brine o'zea an ye craggès o'noghanes cazed nae balke. Na oure gladès ana whilke we dellt wi' mattoke, an zing t'oure caulès wi plou, wee hert ee zough o'ye colure o' pace na name o' Mulgrave. Wi Irishmen owre generale hopes be ee-bond – az Irishmen, an az dwellerès na cosh an loyale o' Baronie Forthe, w’oul daie an ercha daie, our meines an oure gurles, praie var long an happie zins, shorne o'lournagh an ee-vilt wi benisons, an yerzel an oure gude Zovereine, till ee zin o'oure daies be var aye be ee-go t'glade.
Traducció
A la seva Excel·lència Constantine Henry Phipps, Comte de Mulgrave, Lord Tinent-General, i Governador General d'Irlanda. L'humil Parlament dels Habitants de la Baronia de Forth, Wexford.
VULGUI SATISFER LA SEVA EXCEL·LÈNCIA - Nosaltres, subjectes de la seva Molt Graciosa Majestat, Guillem IV, i, com realment creiem, tant fidels com lleials habitants de la Baronia de Forth, demanem que en aquesta avinent oportunitat ens sigui llegut d'adreçar-nos a la vostra Excel·lència, i amb la simple vestidura del nostre antic dialecte extreure de la força [o la plenitud] dels nostres cors, el nostre sentit [o admiració] de les qualitats que caracteritzen el vostre nom, i per al què no tenim altres mots sinó "Governador", "Estadista" i similars. A totes i cada una de les condicions és amb joia al cor que els nostres ulls es posen sobre el representant del Sobirà, Guillem IV, sota la regla del qual transcorren els nostres dies; perquè abans que el vostre peu trepitgés la terra, el vostre nom ens era conegut com el de l'"amic de la llibertat" i "el que trencà els grillons de l'esclau". Amb nosaltres -perquè veiem Irlanda com el nostre país comú- vos heu administrat amb mà imparcial les lleis per a qualsevol subjecte, sense distinció d'un partit o d'un altre. Us considerem com el qui dedica els seus dies al benestar de la terra que governeu, per promoure pau i llibertat - el guardià estricte del dret comú i la virtut pública. La pau -sí, podem dir la profunda pau- que cobreix la terra des de la vostra arribada, és prova que només necessitem el gaudi dels privilegis comuns, com es demostra pels resultats del vostre govern. Les condicions, avui en dia, del país, en què no hi ha ni tumults ni desordre, sinó l'agitació constitucional, conseqüència d'esperaces dissatisfetes, confirmen que la vostra regla és extraordinària i il·lustrada. La vostra fama d'això us va precedir en aquest remot lloc, sense que ni les aigües del mar per sota ni les muntanyes per sobre causessin cap impediment. A les nostres valls, mentre cavàvem amb la pala, o xiulavem als cavalls de l'arada, sentíem el so llunya de les ales del colom de la pau, amb la paraula "Mulgrave". Amb els irlandesos les nostres esperances comunes estan inseprablement lligades - com a irlandesos, i com a habitants, fidels i lleials, de la Baronia de Forth, voldrem avui, i cada dia, les nostres dones i els nostres infants, implorar dies llargs i feliços, lliures de melanconia i plens de benediccions, per a vos i el nostre bon Sobirà, fins que el sol dels nostres dies es pongui a la fosca vall (de la mort)"